# Tristan i Izolda (Teatr Telewizji 1996)
Tristan i Izolda – spektakl Teatru Telewizji w reżyserii Krystyny Jandy z 1996 roku. Spektakl jest adaptacją sztuki Ernesta Brylla, napisanej z inspiracji średniowiecznych legend i utworów literackich o parze kochanków noszących te imiona.

## Obsada aktorska
- Tomasz Konieczny (Tristan),
- Dominika Ostałowska (Izolda),
- Henryk Machalica (Król Marek),
- Iwona Bielska (Matka Izoldy),
- Piotr Machalica (Andreot),
- Witold Dębicki (Demodalen),
- Marek Siudym (Godoin),
- Andrzej Żółkiewski (Gwenelon),
- Karolina Dryzner (Brangien),
- Maciej Zabielski (Karzeł),
- Igor Michalski (Zbrojny),
- Józef Kaczyński (Trędowaty),
- Irena Maślińska (Stara kobieta),
- Iza Drogosiewicz (Dziewczynka)